# Зенкин, Анатолий Сергеевич
Анатолий Сергеевич Зенкин (род. 7 марта 1945) — советский хоккеист, вратарь.

## Биография
Воспитанник воскресенского «Химика». Играл за команды «Химик-2» (1963/64 — 1964/65), «Химик» (1963/64 — 1965/66), «Металлург» Череповец (1966/67 — 1967/68, 1969/70 — 1970/71, 1972/73 — 1976/77), «Водник» Тюмень (1968/69), «Крылья Советов» (1971/72).
Работал хоккейным судьёй.